# Твиты
«Тви́ты» (англ. The Twits) — будущий американский мультфильм в жанре комедии режиссёра Фила Джонстона, выход которого намечен на 2025 год. Сценарий мультфильма написан Джонстоном совместно с Мег Фавро по сюжету Кирка Де Микко и Джона Клиза, сочинённому на основе одноимённого романа Роальда Даля, изданного в 1980 году. Главные роли в мультфильме озвучивают Натали Портман, Эмилия Кларк, Марго Мартиндейл и Джонни Вегас.

## Роли озвучивают
- Натали Портман
- Эмилия Кларк
- Марго Мартиндейл — миссис Твит
- Джонни Вегас — мистер Твит

## Создание

### Разработка
В феврале 2003 года в компании Vanguard Animation началась разработка экранизации книги при участии Джона Уильямса, её основателя, в качестве продюсера. В рамках многокартинного контракта с Walt Disney Pictures компания Vanguard должна была снять компьютерно-анимационный игровой фильм, сценарий к которому напишут Джон Клиз и Кирк Де Микко.
В ноябре 2004 года сообщалось о том, что Марк Майлод подписал контракт на роль режиссёра фильма, и что Клиз может сыграть в фильме главную роль. В октябре 2006 года, после смены руководства/режима в Disney, проект перешёл к Working Title и Universal. В январе 2012 года на официальном сайте Vanguard Animation появилось сообщение о том, что Конрад Вернон, режиссёр мультфильмов «Шрек 2» (2004) и «Монстры против пришельцев» (2009), будет постановщиком фильма.
В апреле 2022 года, после приобретения компанией Netflix компании Roald Dahl company, было сообщено о том, что Netflix займётся распространением полнометражного фильма, после того как ранее было объявлено о создании мультсериала по мотивам книги. В сентябре 2023 года, одновременно с выпуском первого изображения фильма, было объявлено о том, что Фил Джонстон будет режиссировать фильм и писать сценарий совместно с Мег Фавро.

### Кастинг
В июне 2024 года было объявлено о том, что в состав актёров озвучания вошли Натали Портман, Эмилия Кларк, Марго Мартиндейл и Джонни Вегас.

### Анимация
К сентябрю 2023 года началось анимирование фильма, и в том же месяце стало известно о том, что им занимается компания Jellyfish Pictures.

## Выход
Выпуск мультфильма намечен на 2025 год на стриминговом сервисе Netflix.